# 御手洗肇
御手洗 肇（みたらい はじめ、1938年10月5日 - 1995年8月31日）は、元キヤノン社長。

## 来歴・人物
東京都出身。マサチューセッツ工科大学大学院電子工学科、スタンフォード大学修了。キヤノン創業者御手洗毅の子。
1974年にキヤノンに入社。中央研究所所長などを務めた後、1993年に山路敬三の突然の退任を受け第五代社長に就任。社長として辣腕を振るったが、1995年に間質性肺炎のため、在職のまま死去。後任社長には従兄の御手洗冨士夫が就任した。